# Aman Tulejew
Aman Gumirowicz Tulejew, ros. Аман Гумирович Тулеев, kaz. Аманкелді Ғұмырұлы Төлеев (ur. 13 maja 1944 w Krasnowodzku, zm. 20 listopada 2023) – rosyjski polityk, były gubernator obwodu kemerowskiego. Trzykrotnie kandydował na prezydenta Rosji (m.in. w 1991 kandydat na pierwszego prezydenta RFSRR).
Absolwent Nowosybirskiego Inżynieryjnego Instytutu Transportu Kolejowego i Akademii Nauk Społecznych przy KC KPZR (Komitecie Centralnym Komunistycznej Partii Związku Radzieckiego). W 1990 został kierownikiem Kolei Kemerowskiej. Od 1990 do 1993 przewodniczący Kemerowskiej Obwodowej Rady Deputowanych Ludowych. Deputowany ludowy Federacji Rosyjskiej, a potem deputowany do Rady Federacji Federacji Rosyjskiej.